# 旅するスペイン語
『旅するスペイン語』（たびするスペインご、¿Viajamos Juntos?）は、NHK教育テレビジョンで放送されていたスペイン語の語学番組。
本稿では、新型コロナウイルス感染症の流行の影響に鑑み、本番組相当枠にて2020年10月から2023年9月まで放送されていた『旅するためのスペイン語』（たびするためのスペインご）についても記載する。

## 概要
前身は『テレビでスペイン語』。2010年度に導入された統一テーマ“EURO24”が“旅するユーロ”に変えられたことを受け、テーマを共有していた他の3番組とともに刷新されたものである。
前身で“ナビゲーター”として出演していた生徒役がこの番組では旅人として実際にスペイン語圏の国へ行き、現地で様々な助けを借りながらスペイン語力強化を目指すというものである。
前述のように2020年10月からの新シリーズは、欧州を含めた世界各地が新型コロナウイルス感染症の流行に見舞われ、現地ロケが困難となっていることを鑑み、『旅するためのスペイン語』へ改題したうえで、国内での収録に戻しつつ、旅先で役立つスペイン語を学ぶ形式とする。
テキストはNHK出版から毎月18日に発売される。

## 放送時間
2016年10月 - 2019年3月
本放送：水曜日（火曜日深夜） 0時25分 - 0時50分
再放送：翌週火曜日 6時00分 - 6時25分

2020年4月 - 2021年3月
本放送：水曜日（火曜日深夜） 0時00分 - 0時25分
再放送：翌週火曜日 6時00分 - 6時25分

2021年4月 - 2022年3月
本放送：火曜日 23時30分 - 23時55分
再放送：翌週火曜日 6時00分 - 6時25分

2022年4月 - 2023年9月
本放送：木曜日 23時30分 - 23時55分
再放送：金曜日 15時00分 - 15時25分
　　　　翌週木曜日 6時00分 - 6時25分

## 出演者

### 第1シリーズ
- 平岳大[注 1][2]
- ジン・タイラ（建築家）[注 2]
- 那須まどり（監修・講師）
- マルタ・マルティン・モリーナ
- ガブリエル・ベギリスタイン（カエルのガブリエルくんの声）
- 勝生真沙子（ナレーション）
- 福嶌教隆（スペイン語で味わうJ文学）

### 第2シリーズ
- 茂山逸平[3]
- ジン・タイラ
- 成田瑞穂（監修・講師）
- マルタ・マルティン・モリーナ
- ユージ（日本で旅するラテンアメリカ）

### 第3シリーズ
- 竹財輝之助[注 3][4][5]
- ジン・タイラ
- マルタ・マルティン・モリーナ
- 勝生真沙子（ナレーション）
- 西村君代（ネコ先生の声）[注 4]
- ダビ・タランコ（グリスの声）
- グアダルペ、ユイ（ジン・タイラの家族）[注 5]

### 第4シリーズ
- シシド・カフカ[6]
- サンティアゴ・エレーラ
- 小山力也（ナレーション）
- ダビ・タランコ（グリスの声）
- 福嶌教隆（リャマ先生の声）[注 4]

### 旅するためのスペイン語　第1シリーズ
- 伊原六花[7]
- エステル・モリナ
- 成田瑞穂（監修・講師）
- 勝生真沙子（ナレーション）

### 旅するためのスペイン語　第2シリーズ
- 伊原六花
- パコ・パルティーダ
- 高松英樹（監修・講師）
- 勝生真沙子（ナレーション）

### 旅するためのスペイン語　第3シリーズ
- 前園真聖
- エステル・モリナ
- 齋藤華子（監修・講師）
- 鈴木まどか（ナレーション）

### マスコットキャラクター
番組中でスペイン語の文法や用語等を解説する、アニメーションキャラクター。
第1シリーズ
- ガブリエル(蛙)

第2シリーズ
- グリス(ペロ・デ・アグア・エスパニョール)

第3シリーズ
- グリス
- ネコ先生（スペインオオヤマネコ）

第4シリーズ
- グリス
- リャマ先生
- タンゴちゃん

## 放送日程

### 第1シリーズ
- 副題「平岳大の北スペイン体当たり紀行」

| 各話   | 放送日          | サブタイトル                  |
| ------ | --------------- | ----------------------------- |
| 第1話  | 2016年 10月05日 | 美食の町でくいだおれ          |
| 第2話  | 10月12日        | くいだおれは続くよどこまでも  |
| 第3話  | 10月19日        | イゲルド山はどこですか？      |
| 第4話  | 10月26日        | ホテルライフを楽しもう        |
| 第5話  | 11月02日        | 語学学校で腕試し！？          |
| 第6話  | 11月09日        | そうだ バス旅しよう！         |
| 第7話  | 11月16日        | 牛追い祭りの町めぐり          |
| 第8話  | 11月23日        | アラゴンのパワースポット      |
| 第9話  | 11月30日        | 小さな町のお祭り騒ぎ          |
| 第10話 | 12月07日        | 祭りの後は市場で買い物！      |
| 第11話 | 12月14日        | ピレネー山脈をハイキング      |
| 第12話 | 12月21日        | 魅力いっぱい！北スペインの旅  |
| 第13話 | 12月28日        | 羊飼いに挑戦しました          |
| 第14話 | 2017年 01月11日 | 体で覚えるバスク文化！        |
| 第15話 | 01月18日        | バスクの民族楽器に挑戦！      |
| 第16話 | 01月25日        | ブラマルタ！ 自転車で町めぐり |
| 第17話 | 02月01日        | 名物市場へ列車でプチ旅        |
| 第18話 | 02月08日        | 男の園！？美食倶楽部に潜入    |
| 第19話 | 02月15日        | バスク名物チャコリを味わう    |
| 第20話 | 02月22日        | 至福の味 バスクの魚料理を堪能 |
| 第21話 | 03月01日        | 幻のバスク豚に会いに          |
| 第22話 | 03月08日        | 僕の名前は“たくさんの豚”      |
| 第23話 | 03月15日        | ビーチでナンパ大作戦！        |
| 第24話 | 03月22日        | “くいだおれ”宣言 完了！       |

### 第2シリーズ
| 各話   | 放送日          | サブタイトル                             |
| ------ | --------------- | ---------------------------------------- |
| 第1話  | 2017年 10月04日 | 狂言師 茂山逸平マドリードへ！            |
| 第2話  | 10月11日        | マドリードのタパスを堪能せよ！           |
| 第3話  | 10月18日        | 本場スペインでフラメンコ体験！           |
| 第4話  | 10月25日        | 能舞台×ESPANOL～マドリード～             |
| 第5話  | 11月01日        | 全身で感じるトレド！                     |
| 第6話  | 11月08日        | 画家エル・グレコをたどる旅               |
| 第7話  | 11月15日        | 子ブタを求めてセゴビアへ                 |
| 第8話  | 11月22日        | 能舞台×ESPANOL～トレド・セゴビア～       |
| 第9話  | 11月29日        | 小さな村パトネス探検！                   |
| 第10話 | 12月06日        | 新たな旅の舞台バレンシア！               |
| 第11話 | 12月13日        | バレンシアで凧（たこ）あげだ！           |
| 第12話 | 12月20日        | 能舞台×ESPANOL～パトネス・バレンシア～   |
| 第13話 | 12月27日        | バレンシア名物“オルチャタ”の秘密を探れ！ |
| 第14話 | 2018年 01月10日 | スペイン最大の湖でウナギに出会う         |
| 第15話 | 01月17日        | バレンシアの米文化を堪能！               |
| 第16話 | 01月24日        | 能舞台×ESPANOL～バレンシアの食～         |
| 第17話 | 01月31日        | スペイン犬グリスの正体を探れ！           |
| 第18話 | 02月07日        | 古来のワイン製造法を調べよ！             |
| 第19話 | 02月14日        | アリカンテでサカナ三昧！                 |
| 第20話 | 02月21日        | 能舞台×ESPANOL～知られざるバレンシア～   |
| 第21話 | 02月28日        | 靴の街 エルダに潜入！                    |
| 第22話 | 03月07日        | アリカンテのお祭りに参加！               |
| 第23話 | 03月14日        | パラダイスの島で最後の試練！？           |
| 第24話 | 03月21日        | いいんじゃないか スペイン                |

### 第3シリーズ
| 各話   | 放送日          | サブタイトル                           |
| ------ | --------------- | -------------------------------------- |
| 第1話  | 2018年 10月03日 | 常春の楽園・カナリア諸島に上陸！       |
| 第2話  | 10月10日        | グラン・カナリア島一周旅行！           |
| 第3話  | 10月17日        | ユイちゃんの学校へ！                   |
| 第4話  | 10月24日        | 今月の復習～カナリアでホームステイ～   |
| 第5話  | 10月31日        | カナリアで”チョイ住み”♪                |
| 第6話  | 11月07日        | カナリアの食文化を調査！               |
| 第7話  | 11月14日        | カナリア名産ラム酒を堪能！             |
| 第8話  | 11月21日        | 今月の復習～カナリアで暮らす～         |
| 第9話  | 11月28日        | カナリアの伝統音楽を知ろう！           |
| 第10話 | 12月5日         | 島の格闘技ルチャ・カナリアに挑む！     |
| 第11話 | 12月12日        | カナリアと犬の深～い関係               |
| 第12話 | 12月19日        | 今月の復習～カナリア文化に体当たり！～ |
| 第13話 | 12月26日        | カナリアと日本のつながりを調査！       |
| 第14話 | 2019年 01月09日 | 新たな島テネリフェ島の旅スタート！     |
| 第15話 | 01月16日        | 先住民グアンチェ族                     |
| 第16話 | 01月23日        | 今月の復習～ディープなカナリア～       |
| 第17話 | 01月30日        | スペイン最高峰のテイデ山を探検！       |
| 第18話 | 02月06日        | 島の絶品ヤギチーズ♪                    |
| 第19話 | 02月13日        | パラドールを満喫！                     |
| 第20話 | 02月20日        | 今月の復習～テネリフェ島を小旅行～     |
| 第21話 | 02月27日        | ３つめの島 ランサロテに上陸！          |
| 第22話 | 03月06日        | ランサロテの不思議な火山ワイン！       |
| 第23話 | 03月13日        | ランサロテにジンファミリー大集合！     |
| 第24話 | 03月20日        | 最高のアミーゴス！                     |

### 第4シリーズ
| 各話   | 放送日          | サブタイトル                                 |
| ------ | --------------- | -------------------------------------------- |
| 第1話  | 2019年 10月02日 | シシド・カフカのアルゼンチン旅               |
| 第2話  | 10月09日        | ブエノスアイレスを街ぶら！                   |
| 第3話  | 10月16日        | カフカの求めるリズム                         |
| 第4話  | 10月23日        | 今月の復習～カフカとブエノスアイレス～       |
| 第5話  | 10月30日        | 犬の散歩屋さんに入門！                       |
| 第6話  | 11月06日        | ペーストペーパーに挑戦！                     |
| 第7話  | 11月13日        | 魅惑の音色バンドネオン                       |
| 第8話  | 11月20日        | 今月の復習～ブエノスアイレスの文化～         |
| 第9話  | 11月27日        | ポルテニョを調査                             |
| 第10話 | 12月04日        | サンティアゴファミリーとご対面！             |
| 第11話 | 12月11日        | 日曜日はアサドの日！                         |
| 第12話 | 12月18日        | 今月の復習～カフカ＆サンティアゴ大奮闘～     |
| 第13話 | 2020年 01月08日 | 小旅行へ ガウチョを調査せよ！                |
| 第14話 | 01月15日        | 大草原パンパでガウチョ体験！                 |
| 第15話 | 01月22日        | アルゼンチンサッカーの魅力に迫る！           |
| 第16話 | 01月29日        | 今月の復習～カフカの知らないアルゼンチン～   |
| 第17話 | 02月05日        | 第2の旅の舞台 アルゼンチン北部へバモス！     |
| 第18話 | 02月12日        | 食通グリスがスペシャルワインをご案内♪        |
| 第19話 | 02月19日        | アルゼンチン北部の民族楽器を調査せよ！       |
| 第20話 | 02月26日        | 今月の復習～アルゼンチン北部で新発見～       |
| 第21話 | 03月04日        | “タカハシ・タカシ”について調査せよ！         |
| 第22話 | 03月11日        | カフカのお土産探し                           |
| 第23話 | 03月18日        | 南米三大塩湖“サリナス・グランデス”へバモス！ |
| 第24話 | 03月25日        | カフカの旅の思い出                           |

### 旅するためのスペイン語 第1シリーズ
| 各回  | 放送日          | サブタイトル         |
| ----- | --------------- | -------------------- |
| 第1回 | 2020年 09月30日 | あいさつの表現       |
| 第2回 | 10月07日        | 自己紹介の表現       |
| 第3回 | 10月14日        | 状態や感情の表現     |
| 第4回 | 10月21日        | フラメンコを体験せよ |
| 第5回 | 11月04日        | 場所を尋ねる表現     |
| 第6回 | 11月11日        | 値段を尋ねる表現     |